# سیکلید گرین ترور
گرین ترور ( Andinoacara rivulatus ، syn. Aequidens rivulatus ) گونه ای ماهی آب شیرین رنگارنگ از خانواده سیچلایدها است.  این ماهی از سمت اقیانوس آرام آمریکای جنوبی از رودخانه Tumbes در پرو تا رودخانه Esmeraldas در اکوادور زندگی میکند.  یک ماهی چندریختی است و می تواند دارای باله هایی با لبه های سفید یا طلایی-نارنجی تا دم و باله های پشتی باشد. از لحاظ تاریخی با دو گونه دیگر اشتباه گرفته شده است که همیشه دارای لبه های سفید باریک و مشخص بر روی باله ها هستند، یکی گونه A. stalsbergi با پراکندگی جنوبی تر (که اغلب به عنوان گرین ترور "واقعی" در نظر گرفته می شود) و دیگری A. blombergi که در محدوده شمالی تری زندگی میکند.  

## گونه ها
نرهای گرین ترور بزرگتر و بشتر از ماده ها رشد می کنند و ممکن است طول آنها گاهاً به ۳۰ سانتیمتر (۱۲ اینچ) برسد .  ماده ها در حدود ۱۲ سانتیمتری (۴٫۷ اینچ) بالغ می شوند .
همانطور که از نام آن پیداست، نمونه‌های مرحله جوانی و بزرگسالی می‌توانند بسیار تهاجمی باشند. بچه های این ماهی اغلب در فروشگاه های آکواریوم فروخته می شوند. این گونه را نباید با آکارای آبی ( A. pulcher ) که از نظر ظاهری مشابه هستند، اشتباه گرفت. آکارای آبی به اندازه گرین ترور تهاجمی نیست و بزرگ نمی شود. گرین ترور در طبیعت، در آب و هوای گرمسیری زندگی می کند و آبی با pH 6.5-8.0، سختی آب 25.0 dGH و محدوده دمایی ۲۰ الی ۲۴ درجه سانتیگراد را ترجیح میدهد.

## در آکواریوم
گرین ترور یک ماهی محبوب در تجارت آکواریوم است و به دلیل سرسختی و جذابیت زیبایی شناختی آن مشهور است.  ماهی ممکن است تا 30 سانتیمتر رشد کند، هر چند 15 تا 20 سانتیمتر معمول تر است، ماهی ها بر اساس اندازه زیستگاه خود رشد نمی کنند. 
گرین ترور یک ماهی ذاتا تهاجمی است. به عنوان یک قاعده، یک سیچلاید شکارگر قادر است هر حیوانی را که ابعاد آن کمتر از فک کاملاً منبسط شده اش باشد شکار کند. این گونه با اندازه مناسب اغلب می تواند با جک دمپسی، میداس ، سیچلاید دهان آتشین، فلاورهورن، سیچلاید گرگ و سایر سیچلایدهای تهاجمی مشابه در یک آکواریوم نگهداری شود.

## همچنین ببینید
- لیست گونه های ماهی آکواریومی آب شیرین